# Letheobia sudanensis
Espèce
Synonymes
- Typhlops sudanensis Schmidt, 1923
- Rhinotyphlops sudanensis (Schmidt, 1923)

Letheobia sudanensis est une espèce de serpents de la famille des Typhlopidae. 

## Répartition
Cette espèce se rencontre en Ouganda et dans le nord de la République démocratique du Congo entre 700 et 1 300 m d'altitude.

## Description
L'holotype de Letheobia sudanensis mesure 469 mm dont 8 mm pour la queue et dont le diamètre au milieu du corps est de 8 mm. Cette espèce a le corps uniformément rosâtre.
Les premiers spécimens ont été collectés par des ouvriers qui les ont découverts en creusant la terre jusqu'à environ 1,5 m de profondeur. Les plus petits ressemblaient à des vers de terre.

## Étymologie
Son nom d'espèce, composé de sudan et du suffixe latin -ensis, « qui vit dans, qui habite », lui a été donné en référence au Soudan, l'auteur ayant, par erreur, situé la localité type dans ce pays.

## Publication originale
- Schmidt, 1923 : Contributions to the herpetology of the Belgian Congo based on the collection of the American Museum Congo Expedition, 1909-1915. Part II. Snakes, with field notes by Herbert Lang and James P. Chapin. Bulletin of the American Museum of Natural History, vol. 49, no 1, p. 1-146 (texte intégral).